# David Jefferies
Allan David Jefferies (Shipley, 18 settembre 1972 – Isola di Man, 29 maggio 2003) è stato un pilota motociclistico britannico.
Ha corso in un gran numero di categorie, di cui la più famosa è il Tourist Trophy.

## Carriera
Jefferies nacque a Shipley, dove visse con i genitori Tony e Pauline e con la sorella Louise. Suo padre Tony ha vinto per tre volte al Tourist Trophy tra il 1971 e il 1973. Dopo un inizio di carriera nelle gare britanniche, Jefferies ha corso 6 gare del motomondiale - classe 500 nel 1993 su Harris Yamaha, ed un'intera stagione nel mondiale Superbike del 1995 con una Kawasaki ZXR 750. Ha esordito al Tourist Trophy nel 1996 ed è divenuto un grande specialista delle gare stradali, totalizzando 9 vittorie nella prestigiosa competizione dell'Isola di Man e ripetuti successi in altre grandi classiche del "road racing" come la North West 200 in Irlanda del nord e la Gold Cup sul circuito di Oliver's Mount in Inghilterra. A testimonianza della sua polivalenza, Jefferies è stato campione britannico della Superstock negli anni 2000 e 2002, e ha partecipato anche alle 24 ore di Le Mans valevole per il mondiale Endurance.
Nel 2002 Jefferies ha realizzato il record sul giro al Tourist Trophy. È morto nel 2003 all'isola di Man con una Suzuki GSX-R1000 del nuovo team TAS Suzuki durante le prove del Senior TT per esser scivolato sull'olio perso da un altro concorrente. I marshall addetti nella zona del circuito non riuscirono a segnalare il pericolo in tempo, sventolando cioè la bandiera giallo-rossa indicante olio sulla pista, prima del passaggio di Jefferies e Jim Moodie. Il tratto dove Jefferies e Moodie sono caduti, Crosby, viene affrontato a circa 160 mph (257 km/h). Moodie si è infortunato seriamente, ma è sopravvissuto. Il giro d'onore in memoria di Jefferies si è svolto alla fine del weekend del TT. Vi hanno preso parte migliaia di motociclisti, riempiendo le 37 miglia in cui si svolge la corsa.

## Risultati in gara

### Campionato mondiale Superbike
| 1993 | Moto   |   |    |  |  |  |  |  |  |  |  |  |  |  |  |  |  |  |  |  |  |  |  |    |    |  |  | Punti | Pos. |
| ---- | ------ | - | -- |  |  |  |  |  |  |  |  |  |  |  |  |  |  |  |  |  |  |  |  | -- | -- |  |  | ----- | ---- |
| 1993 | Yamaha | 9 | 14 |  |  |  |  |  |  |  |  |  |  |  |  |  |  |  |  |  |  |  |  | NQ | NQ |  |  | 9     | 40º  |

| 1994 | Moto   |     |     |  |  |  |  |  |  |  |  |  |  |  |  |  |  |  |  |    |     |  |  |  |  |  |  | Punti | Pos. |
| ---- | ------ | --- | --- |  |  |  |  |  |  |  |  |  |  |  |  |  |  |  |  | -- | --- |  |  |  |  |  |  | ----- | ---- |
| 1994 | Ducati | Rit | Rit |  |  |  |  |  |  |  |  |  |  |  |  |  |  |  |  | 21 | Rit |  |  |  |  |  |  | 0     |      |

| 1995 | Moto     |    |    |    |    |    |    |    |     |    |    |     |    |     |    |    |    |    |    |    |    |  |  |  |  |  |  | Punti | Pos. |
| ---- | -------- | -- | -- | -- | -- | -- | -- | -- | --- | -- | -- | --- | -- | --- | -- | -- | -- | -- | -- | -- | -- |  |  |  |  |  |  | ----- | ---- |
| 1995 | Kawasaki | 25 | 22 | 20 | 26 | 19 | 19 | 13 | Rit | 16 | 13 | Rit | 18 | Rit | 16 | 14 | 15 | 19 | 20 | NP | NP |  |  |  |  |  |  | 9     | 32º  |

| 1996 | Moto  |  |  |    |    |  |  |  |  |  |  |  |  |  |  |  |  |  |  |  |  |  |  |  |  |  |  | Punti | Pos. |
| ---- | ----- |  |  | -- | -- |  |  |  |  |  |  |  |  |  |  |  |  |  |  |  |  |  |  |  |  |  |  | ----- | ---- |
| 1996 | Honda |  |  | 17 | 17 |  |  |  |  |  |  |  |  |  |  |  |  |  |  |  |  |  |  |  |  |  |  | 0     |      |

| Legenda | 1º posto        | 2º posto            | 3º posto           | A punti      | Senza punti        | Grassetto – Pole position Corsivo – Giro più veloce |
| Legenda | Gara non valida | Non qual./Non part. | Ritirato/Non class | Squalificato | '-' Dato non disp. | Grassetto – Pole position Corsivo – Giro più veloce |

### Motomondiale
| 1993 | Classe | Moto          |  |  |  |  |  |  |  |  |    |    |    |    |    |    |  | Punti | Pos. |
| ---- | ------ | ------------- |  |  |  |  |  |  |  |  | -- | -- | -- | -- | -- | -- |  | ----- | ---- |
| 1993 | 500    | Harris Yamaha |  |  |  |  |  |  |  |  | 17 | 20 | 19 | 22 | 16 | 18 |  | 0     |      |

| Legenda | 1º posto        | 2º posto            | 3º posto            | A punti      | Senza punti        | Grassetto – Pole position Corsivo – Giro più veloce |
| Legenda | Gara non valida | Non qual./Non part. | Ritirato/Non class. | Squalificato | '-' Dato non disp. | Grassetto – Pole position Corsivo – Giro più veloce |